# Stelling van Sard
De stelling van Sard (soms ook: lemma van Sard of stelling van Morse-Sard) is een resultaat uit de wiskundige analyse. De stelling zegt dat de verzameling kritische of niet-reguliere waarden van een differentieerbare functie tussen Euclidische ruimten (of algemener tussen gladde variëteiten) een nulverzameling is. Minder technisch, maar ook minder precies gezegd betekent dit dat 'de meeste' waarden van een differentieerbare functie reguliere waarden zijn.
Ze is genoemd naar de Amerikaanse wiskundigen Arthur Sard en Anthony Morse.

## Definitie van reguliere waarden
Een reguliere waarde van een afbeelding is gedefinieerd door de eis dat in alle punten die op die waarde worden afgebeeld, de differentiaal een surjectieve lineaire afbeelding is; of gelijkwaardig daarmee: als f een afbeelding van een m-dimensionale naar een n-dimensionale ruimte is, dan moet de matrix van de partiële afgeleiden rang n hebben. Een niet-reguliere of kritische waarde is dan een waarde die in de beeldverzameling van f voorkomt, maar die geen reguliere waarde is.
Elementen van de doelruimte die niet in de beeldverzameling liggen, worden ook als reguliere waarden beschouwd; dit is een letterlijke toepassing van de definitie, rekening houdend met het feit dat de zinsnede "alle punten die op die waarde worden afgebeeld" een lege verzameling bepaalt.

## Voorbeeld
Als f een differentieerbare afbeelding is tussen ruimtes van gelijke dimensie, dan vormen haar partiële afgeleiden een vierkante matrix. De stelling van Sard zegt dat de punten waar die matrix singulier is (determinant nul heeft) afgebeeld worden binnen een verzameling met n-dimensionaal volume 0. Dit betekent niet dat die punten zelf een nulverzameling vormen in de bronruimte! Kijken we bijvoorbeeld naar de constante reële functie
{\displaystyle f:{\mathbb {R} }\to {\mathbb {R} }:x\mapsto 0}
De afgeleide van f is 0 in heel {\displaystyle \mathbb {R} ,} en dat is zeker geen nulverzameling. Maar de beeldverzameling is het singleton {0}, en dat is wel degelijk een verzameling met volume 0.

## Bijzonder gevalm<n
Als f een differentieerbare afbeelding van een m-dimensionale naar een hogerdimensionale ruimte is, dan kan de differentiaal df nooit surjectief zijn, met andere woorden: elke waarde van f is een kritische waarde. Daaruit volgt dat de hele waardenverzameling van f bevat is in een verzameling met n-dimensionaal volume 0. Een ruimtevullende kromme kan dus nooit differentieerbaar zijn.